# Pyrenees Shire
Pyrenees Shire är en kommun i Australien. Den ligger i delstaten Victoria, omkring 150 kilometer väster om delstatshuvudstaden Melbourne. Antalet invånare var 7 238 vid folkräkningen 2016.
Följande samhällen finns i Pyrenees:
- Avoca
- Beaufort
- Amphitheatre